# Vtelno (Most)
Vtelno (německy Wteln) je bývalá obec tvořící dnes místní část na jihovýchodě města Mostu v Ústeckém kraji. Nachází se v nadmořské výšce 284 metrů. Katastrální území Vtelno zabírá plochu 465 ha.

## Název
Název vesnice byl odvozen ze staré obecné jméno označující vrbu. V historických pramenech se jméno vsi objevuje ve tvarech: Wtelma (1287), Wtelna (1347, 1352, 1384 až okolo roku 1405, 1406), Wletna (1369), Wtelen (1417), Vtelen (1475), „o výplatu vsi Vtelna“ (1560), Wtelno (1573), na Vtelně (1615), Wtelno (1623), Wtielnensis (1695), Wteln, Wtelna, Wtelno a Wtielna (1787), Wteln, Wtlna a Wtlno (1846) a Vtelno (1848).

## Historie

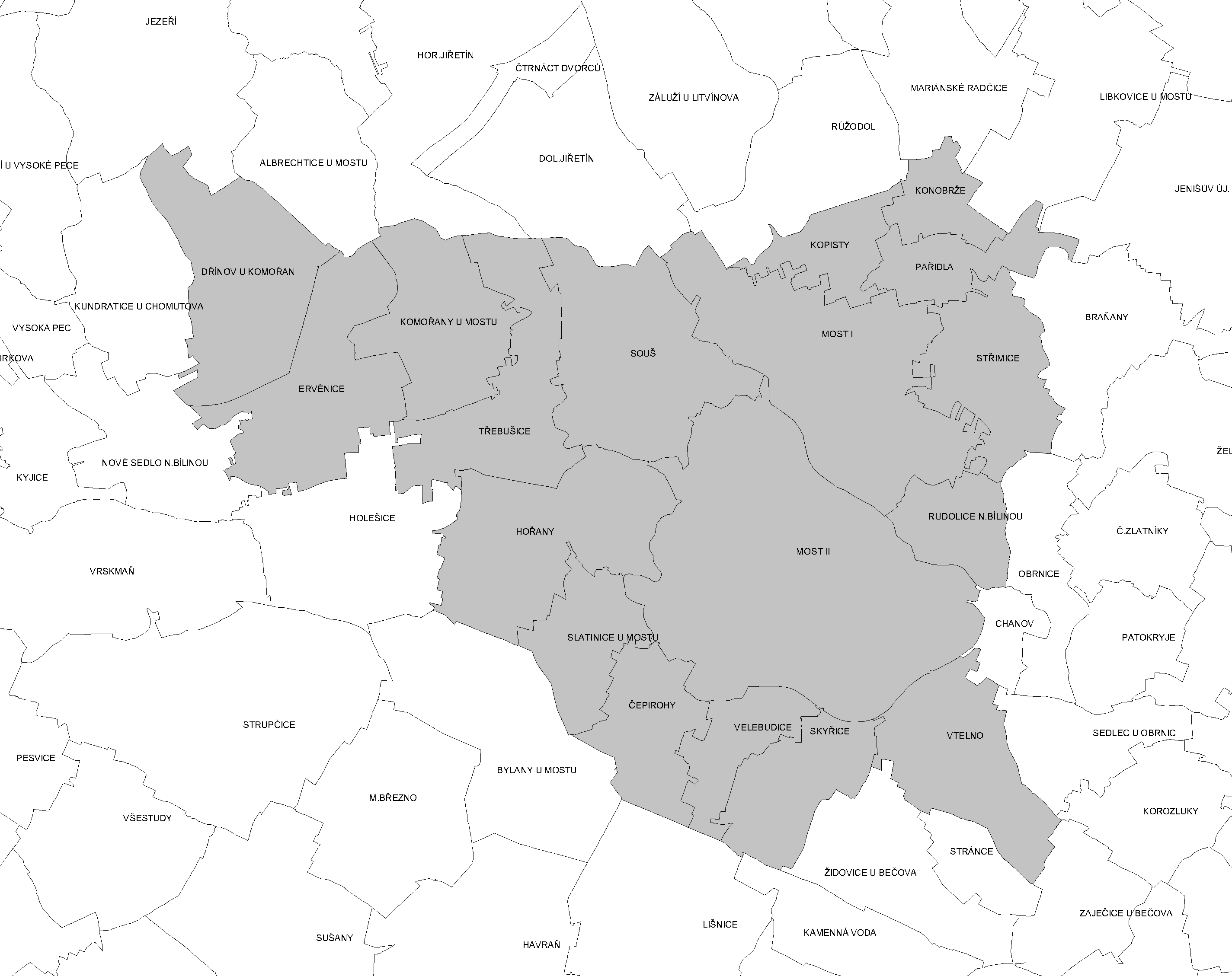
Katastrální území Mostu

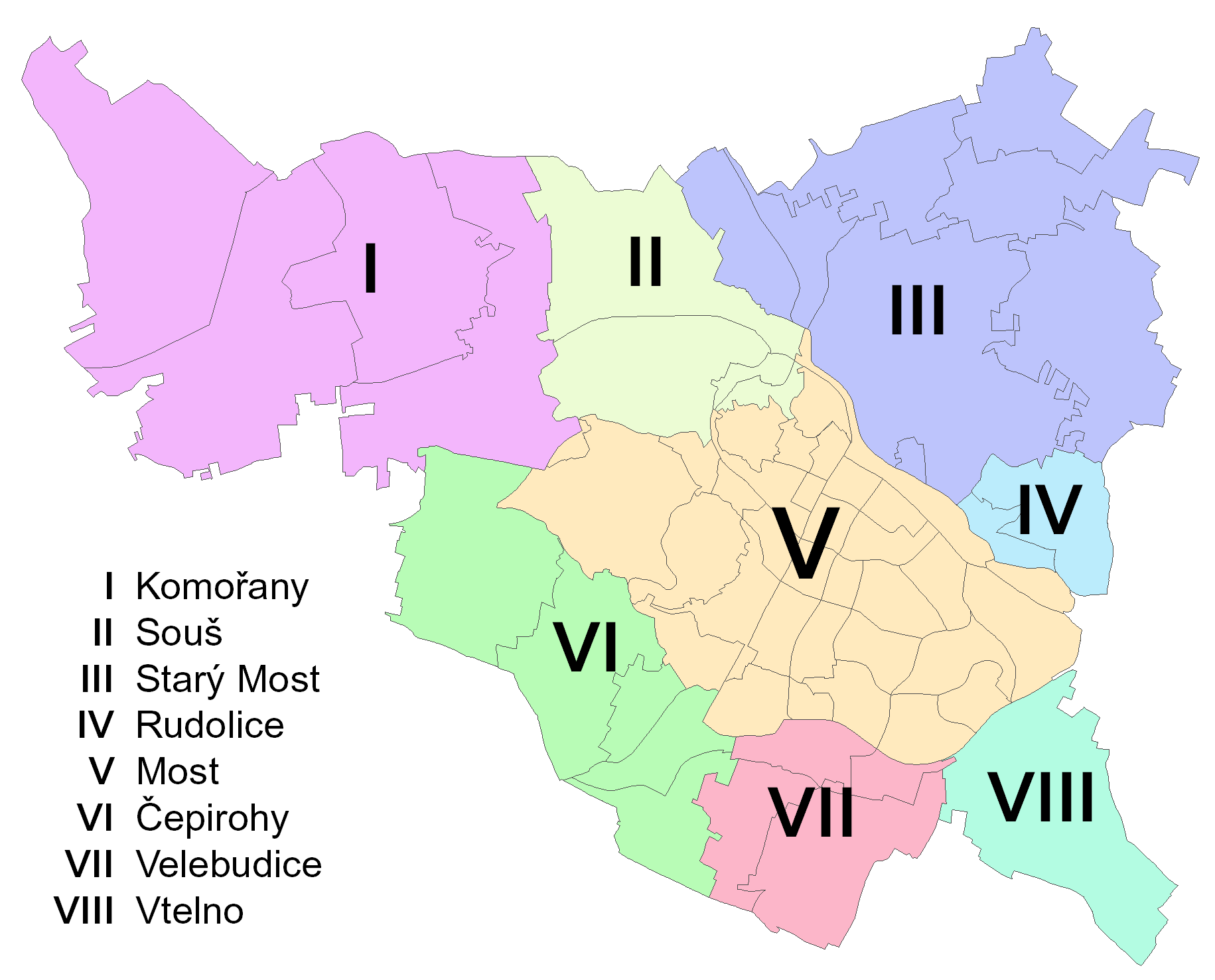
Místní části Mostu

### Nejstarší dějiny
První písemná zmínka o ní se nachází v listině z roku 1287. Až do počátku 17. století se majitelé obce střídali. Jednalo se o církevní i světské feudály. Zpočátku patřilo pražskému biskupství (později arcibiskupství) a určitý podíl na něm měl i bílinský arcijáhen. Kolem roku 1418 se Vtelno dostalo jako zástava do majetku rodu Vršovců a patřilo k panství Nový hrad. V roce 1573 jej koupil Bohuslav Felix Hasištejnský z Lobkovic a kolem roku 1600 opatřilo Hruškům z Března.
K podstatným změnám v dějinách obce došlo roku 1629, kdy se ves stala majetkem cisterciáckého kláštera v Oseku. Opat Páter Vrát vyměnil s původními majiteli Vtelno za dvě malé odlehlé vesnice Ječovice v dnešním okrese Litoměřice a Černochov v okrese Louny. Obě měly tehdy po pěti osedlých. I když bylo Vtelno v té době vinou probíhající třicetileté války ve velmi špatném hospodářském stavu, mělo daleko vyšší hodnotu než obě jmenované obce a proto musel klášter doplatit ještě 1000 zlatých. Ke Vtelnu tehdy náležel panský dvůr a také deset sedláků s výměrou polí nad 30 strychů a 18 chalupníků s výměrou pod 30 strychů. Vtelno se stalo součástí hospodářského systému oseckého kláštera a zůstalo v něm začleněno až do konce feudalismu. Osecké panství představovalo značný hospodářský majetek organizovaný do dvou celků. První se nacházel v bezprostřední blízkosti kláštera okolo města Oseka s centrem v horním městě Hrobu, druhý ležel západně od Oseka a jeho správním centrem byla ves Škrle. Do tohoto druhého komplexu bylo včleněno i Vtelno spolu s vesnicemi Zálezly, Vysočany, Lažany, Hošnice a Bylany. Berní rula z roku 1654 charakterizuje Vtelno jako ves na stavení dobrá, rolí při ní žitných a pšeničných, luk na mále, položená v rovinách asi půl míle od Mostu, dobře si stojí obilím i dobytkem.
Ve vsi bylo 28 usedlostí, z nichž byly jen dvě pohořelé a jedna pustá. Také většina půdy byla obdělávána, prakticky každý osedlý choval nějaké domácí zvířectvo. Ve vesnici byl také kovář a šenkýř. V roce 1713 se uvádí 259 obyvatel a 32 hospodářských usedlostí. Proti předchozímu období se na vsi zvýšil i počet nezemědělských zaměstnání. K vrchnostenskému dvoru v té době patřilo 442,5 strychů polí a louky, které dávaly 23 fůry sena a 11 fůr otavy. Kromě toho byly součástí dominikálu i vinice a chmelnice. Dvůr prosperoval hlavně od roku 1693, kdy jej opat Páter Littwerig reorganizoval.

### Dvacáté století
Vlivem rozmachu těžby hnědého uhlí se i ve vesnicích okolo Mostu začali v poslední třetině 19. století usazovat horníci z českého vnitrozemí, což měnilo národnostní skladbu obyvatelstva. Ve Vtelně se sice tyto změny neprojevovaly tak výrazně jako v obcích vyloženě hornických, ale i zde se na počátku 20. století objevuje několik českých hornických rodin. Nicméně Vtelno zůstalo typickou zemědělskou vsí, která si svůj zemědělský charakter ponechala i v této době. Vedle klášterního velkostatku zde na počátku 20. století působilo sedm velkých hospodářství a zhruba stejný počet chalupníků. Podle sčítání lidu z roku 1921 žilo ve Vtelně 639 obyvatel, z toho 438 Němců a 189 Čechů. Po první světové válce se ve Vtelně uživily tři hostince, dva obchody a podnikali zde četní řemeslníci a živnostníci (řezník, kovář, kolář, dráteník, fotograf, sklenář, holič, dva ševci a dva krejčí). Zemědělství však hrálo v obci stále přední úlohu. Kromě obilnářství se sedláci zabývali pěstováním chmele, zeleniny, ovoce a chovem včel.
V roce 1924 došlo v rámci pozemkové reformy k vyvlastnění klášterního velkostatku a rozdělení jeho půdy. V obci působily tři spolky. Německý sbor dobrovolných hasičů, odbočka německého svazu chovatelů včel a odbor Národní jednoty severočeské. V politickém životě došlo po vzniku republiky také ke změnám. Oproti období Rakouska-Uherska, kdy obecní zastupitelstvo ovládaly zemědělské strany, došlo k politickému posunu doleva a ve Vtelně zvítězili němečtí sociální demokraté. V období Československé republiky začala v obci fungovat pobočka pošty, byly zlepšeny komunikace, v roce 1930 byl do obce doveden telefon. Po zabrání tzv. Sudet nacistickým Německem na podzim 1938 se část českého obyvatelstva vystěhovala, zůstali především horníci.

### Po druhé světové válce
Po skončení druhé světové války se ve Vtelně ustavil místní národní výbor v čele s Karlem Buriánkem. Po odsunu většiny německého obyvatelstva výrazně klesl počet obyvatel a ani nově příchozí nevyrovnali tuto početní ztrátu. Zatímco v roce 1930 žilo v obci 607 obyvatel, při sčítání lidu roku 1950 to bylo jen 378 a v následujících letech se tento počet výrazně neměnil. Ve vsi i nadále převažovalo zemědělství. Po roce 1948, kdy došlo ke znárodnění majetku větších hospodářství, fungovaly v obci československé státní statky. Majitelé menších polností založili jednotné zemědělské družstvo, které zde fungovalo do počátku šedesátých let 20. století. V sedmdesátých letech 20. století byla na svahu v jižní části obce vybudována nová čtvrť domů typu Okál (dnešní ulice Židovická, V Kopečku, Příčná, Drobná a Hasičská) pro zaměstnance státních statků. V roce 1973 bylo také napuštěno nedaleké koupaliště Benedikt vytvořené rekultivací z povrchového dolu. V roce 1980 byl zrušen Místní národní výbor Vtelno a obec přičleněna k Mostu jako jeho místní část.

### Farní kostel

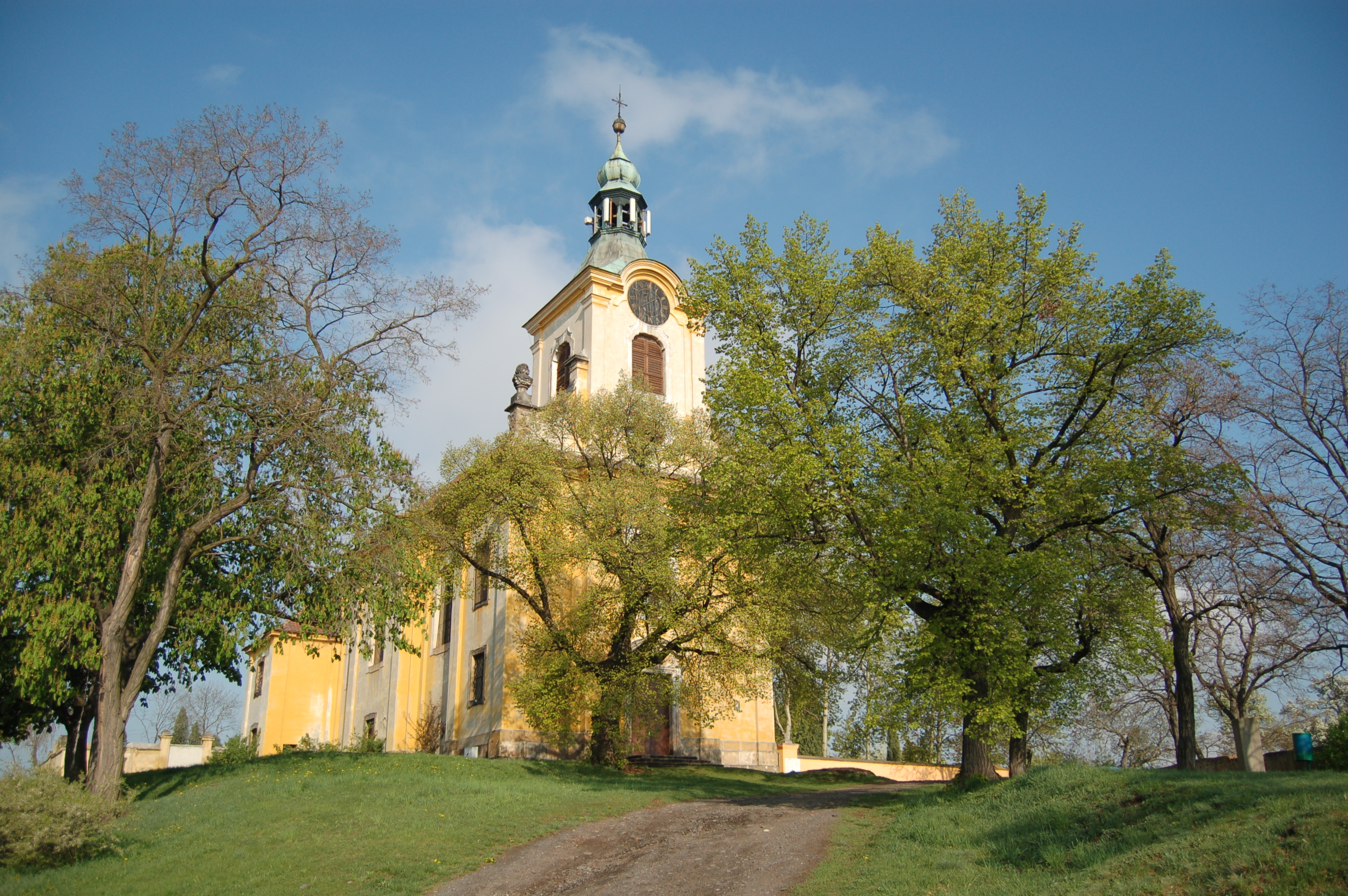
Kostel Povýšení svatého Kříže ve Vtelně

První písemná zmínka o farním kostele pochází z roku 1377. Kostel i přilehlá fara v roce 1710 vyhořely. Kostel však nebyl požárem poničen zcela, protože v novém kostele se používaly zvony ze starého kostela.
Nový vtelenský kostel nechal vybudovat opat Páter Jeroným Bessnecker. Je dílem italského stavitele sídlícího v Litoměřicích Octavia Broggia, který jej postavil během krátké doby v letech 1736–1738. Přilehlý hřbitov byl vybudován zároveň s novým kostelem. Fara byla obnovena již krátce po požáru v letech 1711–1712 také podle architekta Broggia. Fara byla obsazena až do roku 1966, kdy odešel poslední vtelenský farář Michael Raab do německého Budyšína a fara zůstala neobsazena. Po roce 1990 vedl v kostele bohoslužby Páter Jan Netík. Také v současnosti se kostel využívá ke každonedělním bohoslužbám.

### Školství
Počátky školy ve Vtelně nejsou známy. Snad vznikla už po roce 1629, kdy se Vtelno dostalo do majetku oseckého kláštera, protože první zmínka o farní škole pochází z roku 1650. První škola se nacházela v domě na místě dnešního obytného domu čp. 4. Později klášter hned v jejím sousedství zřídil samostatný školní objekt. Ten byl v roce 1828 nahrazen na stejném místě novou školní budovou, kterou navrhl architekt Bernhard Erler (dnes čp. 2). V roce 1863 bylo přistavěno patro. Po školské reformě v roce 1869 se z ní stala obecná škola. Nejprve jako jednotřídní, od roku 1885 trojtřídní. Česká jednotřídní obecná škola vznikla až v roce 1919 a navštěvovaly ji děti také ze Skyřic. K otevření druhé třídy došlo hned v následujícím roce. Škola nejprve sídlila v přízemí německé školní budovy, teprve v letech 1925–1926 byla postavena pro českou školu samostatná budova (dnešní č.p. 85).
Úbytek obyvatelstva po válce se projevil i ve školství. Od školního roku 1963/1964 byla škola poprvé organizována jako jednotřídní a školu navštěvovali žáci prvního až třetího postupného ročníku. V následujících letech se střídavě otevírala i druhá třída. Žáci čtvrtého ročníku docházeli do školy v Rudolicích a od pátého ročníku dojížděli do školy v Obrnicích. Od školního roku 1976/1977 děti z vyšších ročníků dojížděly do školy do Mostu. V roce 1978 byla škola ve Vtelně zrušena a všechny zdejší děti navštěvovaly 14. základní devítiletou školu v Mostě. Budova školy sloužila jen jako mateřská škola. V současnosti je budova sídlem stavební firmy. Budova německé školy (čp. 2) měla pohnutější osud. V devadesátých letech 20. století sloužila jako erotický klub, později objekt vyhořel a dnes je neobývaný.

### Novodobé dějiny

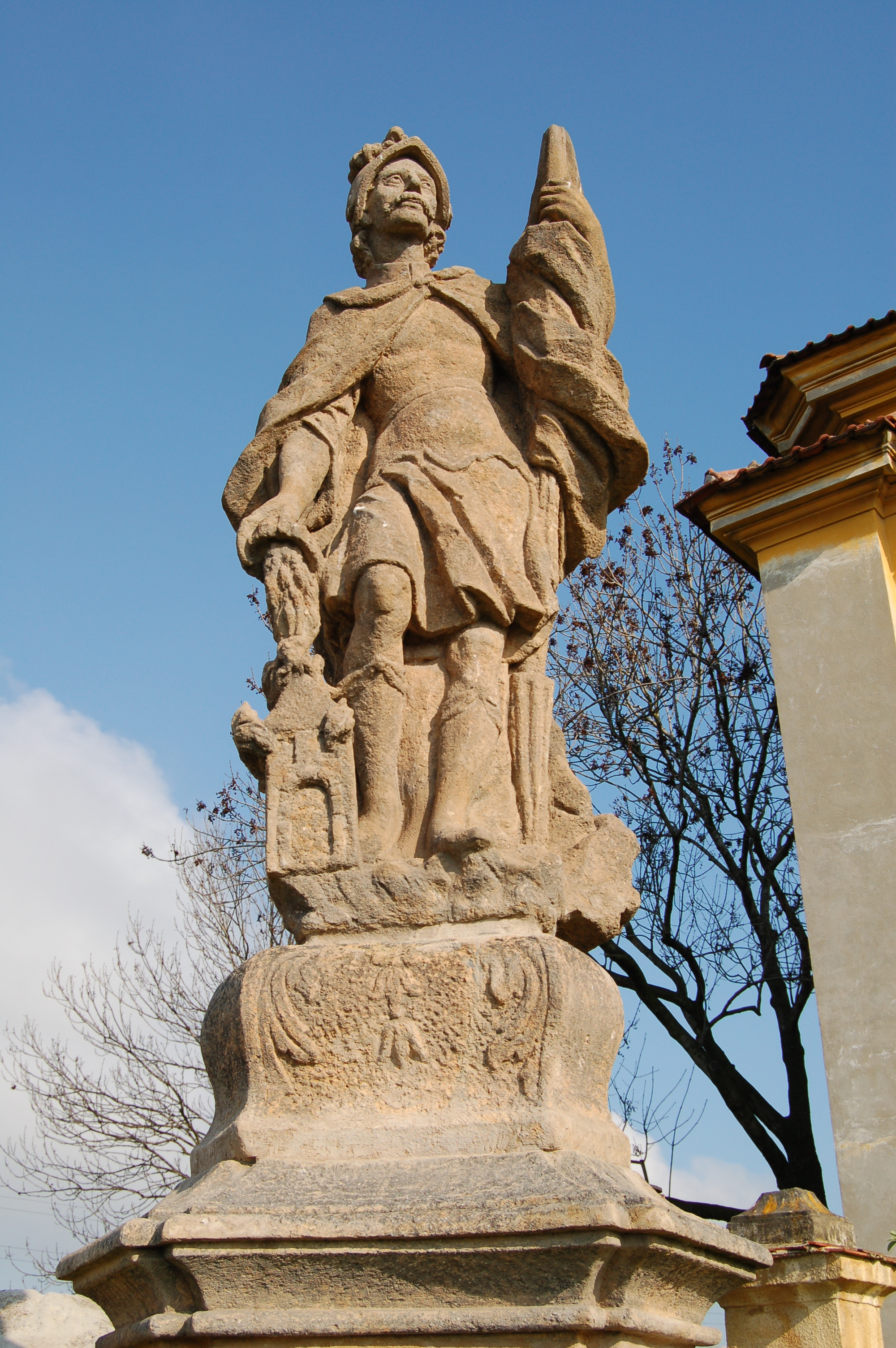
Socha svatého Floriána vedle kostela. Pochází ze zbořené obce Kopisty.

Z obcí v nejbližším okolí Mostu si pouze Vtelno alespoň částečně uchovalo svůj původní vzhled. Dnes se jedná o klidovou městskou část, která se nachází nedaleko rekreačního areálu Benedikt. Proto je spolu se čtvrtí Čepirohy místem výstavby nových rodinných domů, především v severní části při vjedu do vsi a dále v jižní části v prostoru bývalého sadu. Rychlé dopravní spojení zajišťuje silnice č. 27, Vtelno je s centrem města také spojeno autobusy hromadné dopravy (linka č. 25 ve špičkách pracovních dnů, linka č. 5 večer a o víkendu). Přirozenou dominantou Vtelna je kostel Povýšení svatého Kříže stojící na návrší. V areálu kostela vzniklo na přelomu sedmdesátých a osmdesátých let 20. století lapidárium. Zde byly umístěny zachráněné památky ze starého Mostu a dalších obcí, které byly zlikvidovány při důlní těžbě. Ke kostelu byly též přemístěny čtyři dochované výklenkové kaple z původních sedmi, které lemovaly poutní cestu z Libkovic do Mariánských Radčic.
Památky z likvidovaných obcí Mostecka se pozvolna restaurují a postupně se budou převážet do prostoru u přesunutého kostela Nanebevzetí Panny Marie, kde se plánuje vybudování naučného parku.
V níže položené zástavbě je patrně viditelná budova barokního špýcharu z 18. století. Je součástí statku čp. 32, který je kulturní památkou. Budova statku byla postavena v letech 1736-1738 pro cisterciácký klášter. Za první republiky byl při pozemkové reformě vyvlastněn cisterciáckému řádu a prodán rodině současných majitelů. Po roce 1948 byl znárodněn a převeden do správy státních statků. V roce 1979 byl zdevastovaný statek zrekonstruován pro účely Střediska pro těžební oblast. V současné době je statek opět v rukách původních majitelů. V budově statku do roku 2003 sídlilo občanské sdružení Čajovna Óm a restaurace. Čajovna se přestěhovala po deseti letech do Korozluk. Rekonstruovaný špýchar slouží jako hotel.
Od roku 2010 ve Vtelně funguje Občanské sdružení Vtelno žije, které spojuje obyvatele a přátele Vtelna u Mostu, dbá o hodnotný způsob života u široké veřejnosti, zahrnující zejména ochranu a obnovu památek a kvalitního životního prostředí, rozvoj obce a pořádání společensko-kulturních akcí.

## Přírodní poměry
V ve východní části katastrálního území Vtelna se vyskytují prameny hořké, vápenato-hořečnaté vody. Podle rozboru z roku 1969 byla celková mineralizace vody 2,06 g·l−1. Voda kromě jiných látek obsahovala 233,4 mg hořčíku, 133,7 mg vápníku a 97 mg sodíku. Severovýchodně od Vtelna leží jezero Elizabeth.

## Obyvatelstvo
Při sčítání lidu v roce 1921 ve vsi žilo 639 obyvatel (z toho 310 mužů), z nichž bylo 190 Čechoslováků, 417 Němců a dva cizinci. Převažovali římští katolíci, ale z ostatních bylo sedm evangelíků, 33 členů církve československé, dva židé a 21 lidí bez vyznání. Podle sčítání lidu z roku 1930 měla vesnice 607 obyvatel: 202 Čechoslováků, 400 Němců a pět cizinců. Počet lidí bez vyznání vzrostl na 44, 549 obyvatel bylo římskými katolíky, šest evangelíky a osm patřilo k církvi československé.
|           | 1869 | 1880 | 1890 | 1900 | 1910 | 1921 | 1930 | 1950 | 1961 | 1970 | 1980 | 1991 | 2001 | 2011 |
| --------- | ---- | ---- | ---- | ---- | ---- | ---- | ---- | ---- | ---- | ---- | ---- | ---- | ---- | ---- |
| Obyvatelé | 337  | 498  | 504  | 558  | 620  | 639  | 607  | 378  | 369  | 323  | 392  | 658  | 628  | 717  |
| Domy      | 61   | 66   | 78   | 81   | 68   | 69   | 92   | 93   | 77   | 70   | 92   | 171  | 185  | 217  |

## Seznam ulic
- Akátová
- Drobná
- Habrová
- Hasičská
- Jabloňová
- Ke Kostelu
- Luční
- Mostecká
- Na Gruntě
- Nad Potokem
- Ořechová
- Pod Hrází
- Pod Vodojemem
- Pražská
- Příčná
- Skyřická
- Teplická
- U Mariany
- U Špejcharu
- V Kopečku
- Bohuslava Vrbenského
- Židovická